# Prelate (Saskatchewan)
Prelate ist eines von 260 Dörfern (Villages) in der Gemeinde Happyland No. 231 in der südlichen Provinz Saskatchewan. Der Ort befindet sich am Highway 23 im Südwesten des Gebietes Saskatchewan Census Division No. 8. Die Kleinstadt Leader liegt ca. 12 km in westlicher Richtung entfernt.

## Geografische Lage
Prelate liegt im Westen der Census Division No. 8 im Südwesten der Provinz Saskatchewan. Sie ist Teil der Gemeinde Happyland No. 231 und ist neben Leader und Mendham eine der Kommunen der Gemeinde.
Nachbargemeinden
| Laporte | Eatonia                                     | Glidden |
| Leader  | Kompassrose, die auf Nachbargemeinden zeigt | Sceptre |
| Mendham | Liebenthal                                  | Hazlet  |

## Geschichte
Nachweise zur ersten Besiedelung der Region und Gründung des Ortes gehen auf das Jahr 1908 zurück, als weiße Siedler aus Europa in die Region einwanderten. 1913 erhielt Prelate den Status als Village.
Das Postamt entstand 1914, ein Jahr nach der Eingliederung Prelates als Dorf. Die Kirche St. Peter and Paul, auch Blumenfeld Church genannt, wurde im darauf folgenden Jahr erbaut und liegt etwa 15 km außerhalb vom Ortszentrum entfernt.
Das Bauwerk steht heute unter Denkmalschutz und diente einst den Deutsch-Katholiken und des Prälats, die im frühen 20. Jahrhundert im Ort ansässig waren.
Unweit des Kirchgebäudes befindet sich ein Friedhof mit einem Feldsteinschrein.

## Bildung
Im Jahr 1919 erfolgte die Gründung des St. Angela Convents; vier Monate danach entstand die St. Angela’s Prelate Academy.
Das Internat, welches ausschließlich nur für Mädchen vorbehalten war, stand bis zu seiner Schließung 2007 unter der Leitung von Nonnen, die der Gesellschaft der heiligen Ursula (Ursulinen) angehörten.
Im Nordosten von Prelate liegt die islamische Akademie (englisch Islamic Academy of Saskatchewan, arabisch auch Alhamdu-Illiah (الحمد العلية)). Sie wurde 2011 gegründet und befindet sich auf einem 9 ha großen Areal. Der Campus besteht aus einem vierstöckigen Gebäude mit einer Fläche von 7246 m² sowie mehreren kleineren Nebengebäuden. Das Internat ist ausschließlich für Jungen vorbehalten und eine rein religiöse Institution. Die Bildung basieren auf den Lehren Allahs und des Korans. Die Schüler besuchen das Internat ab der 4. Stufe (Grade) bis zur 12. Stufe. Die Anzahl der Bewerbungen liegt bei etwa 100 Einschreibungen von Schülern aus ganz Kanada.
Die Gebäude des Bildungscampus beherbergen u. a. ca. 115 Wohnräume, mehrere Klassenräume, einen Waschraum, einen Speisesaal, Büros, ein Laboratorium, eine Bibliothek sowie ein Hör- und Gebetssaal und zwei Aufzüge.

## Einwohnerentwicklung
| Jahr | Einwohner |
| ---- | --------- |
| 1981 | 317       |
| 1986 | 254       |
| 1991 | 191       |
| 1996 | 189       |

| Jahr | Einwohner |
| ---- | --------- |
| 2001 | 164       |
| 2006 | 126       |
| 2011 | 124       |
| 2016 | 154       |

Nach der Volkszählung von 2001 lebten in Prelate etwa 164 Personen. Somit sank die Anzahl der im Ort lebenden Menschen um 13,2 %. Im Jahr 2006 fiel die Einwohnerzahl abermals um 23,2 % auf 126 und erreichte nach dem Census of Population 2011 ihren Tiefpunkt von 124. Ab den folgenden Jahren stieg die Zahl der Einwohner wieder um 24,2 % auf 154 an.
Im Jahr 2016 lebten laut dem Census of Population 62 von insgesamt 154 Personen in Privathaushalten. Dies waren mehr (↑ 19,5 %) als nach der vorherigen Zählung von 2011. Die Bevölkerungsdichte lag 2016 bei etwa 177/km²; laut der letzten Erfassung betrug die Dichte 142,5 Einwohner pro km².

## Persönlichkeiten
- Ross Alger (1920–1992), Politiker
- Roxanne Goldade (* 1962), Ärztin und Sängerin
- Mark Pederson (* 1968), Eishockeyspieler

Datum unbekannt
- David Herle, Politiker